# Zarina semicyanea
Zarina semicyanea är en skalbaggsart som beskrevs av Leon Fairmaire 1898. Zarina semicyanea ingår i släktet Zarina och familjen långhorningar.
Artens utbredningsområde är Madagaskar. Inga underarter finns listade i Catalogue of Life.